# Valleseco
Valleseco (frei übersetzt: Trockenes Tal) ist eine Gemeinde auf der Kanarischen Insel Gran Canaria. Sie hat 3.741 Einwohner (Stand: 2024) auf einer Fläche von 22,11 km².
Valleseco liegt einige Kilometer westlich der Inselhauptstadt Las Palmas. Die Nachbargemeinden sind Firgas im Norden, Arucas im Nordwesten, Valsequillo im Südwesten, Tejeda im Süden und Moya im Westen. In Valleseco gibt es einige Schulen, Kirchen und ein Postamt.

## Einwohner
| Jahr | Einwohner | Bevölkerungsdichte |
| ---- | --------- | ------------------ |
| 1991 | 4.421     | -                  |
| 1996 | 4.383     | -                  |
| 2001 | 3.949     | 178,6 Ew./km²      |
| 2002 | 4.030     | -                  |
| 2003 | 4.045     | 182,9 Ew./km²      |
| 2004 | 4.082     | 184,6 Ew./km²      |
| 2005 | 4.055     | 183,4 Ew./km²      |
| 2019 | 3.749     | 170 Ew./km²        |

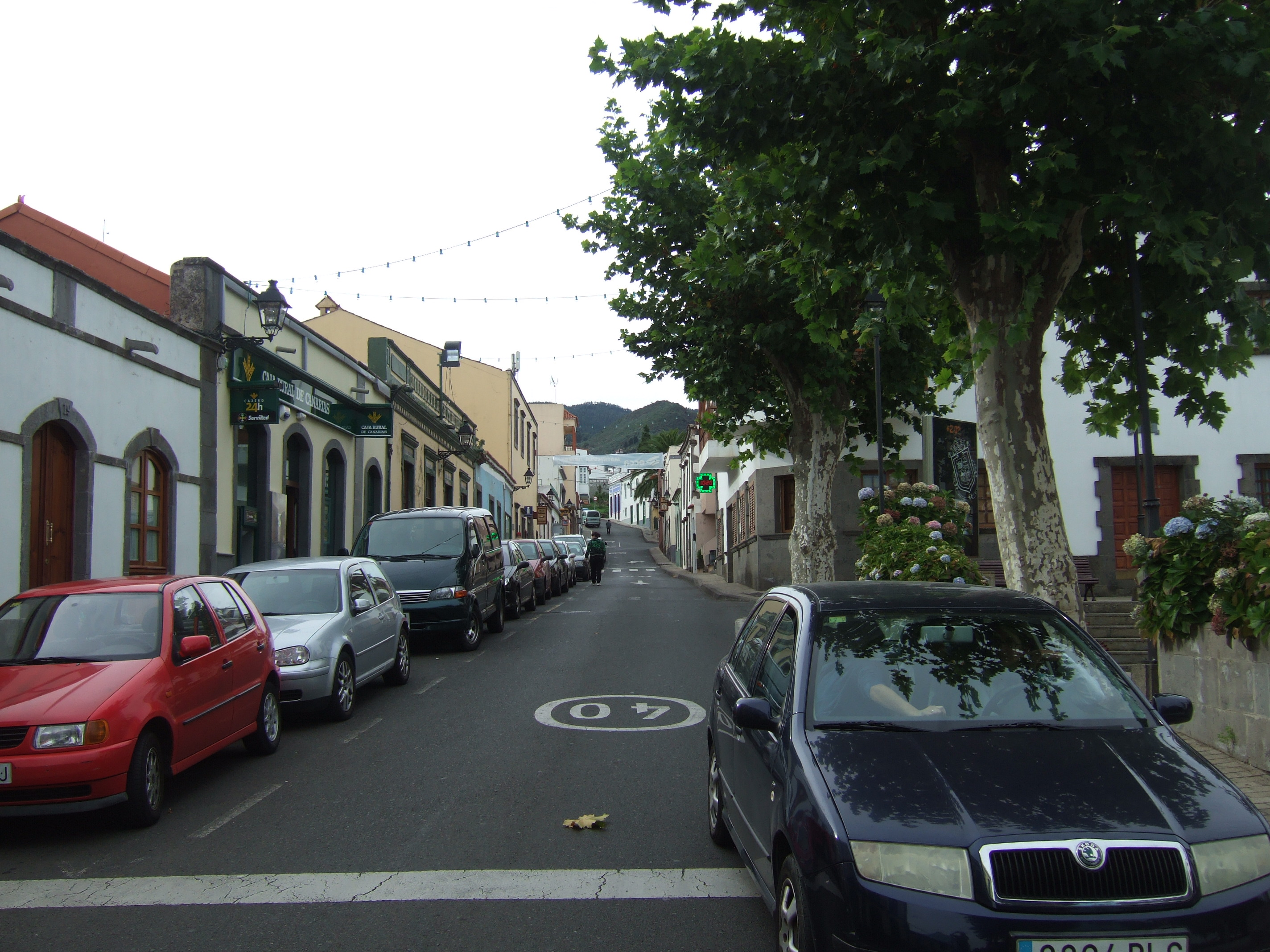
Hauptstraße der Gemeinde Valleseco
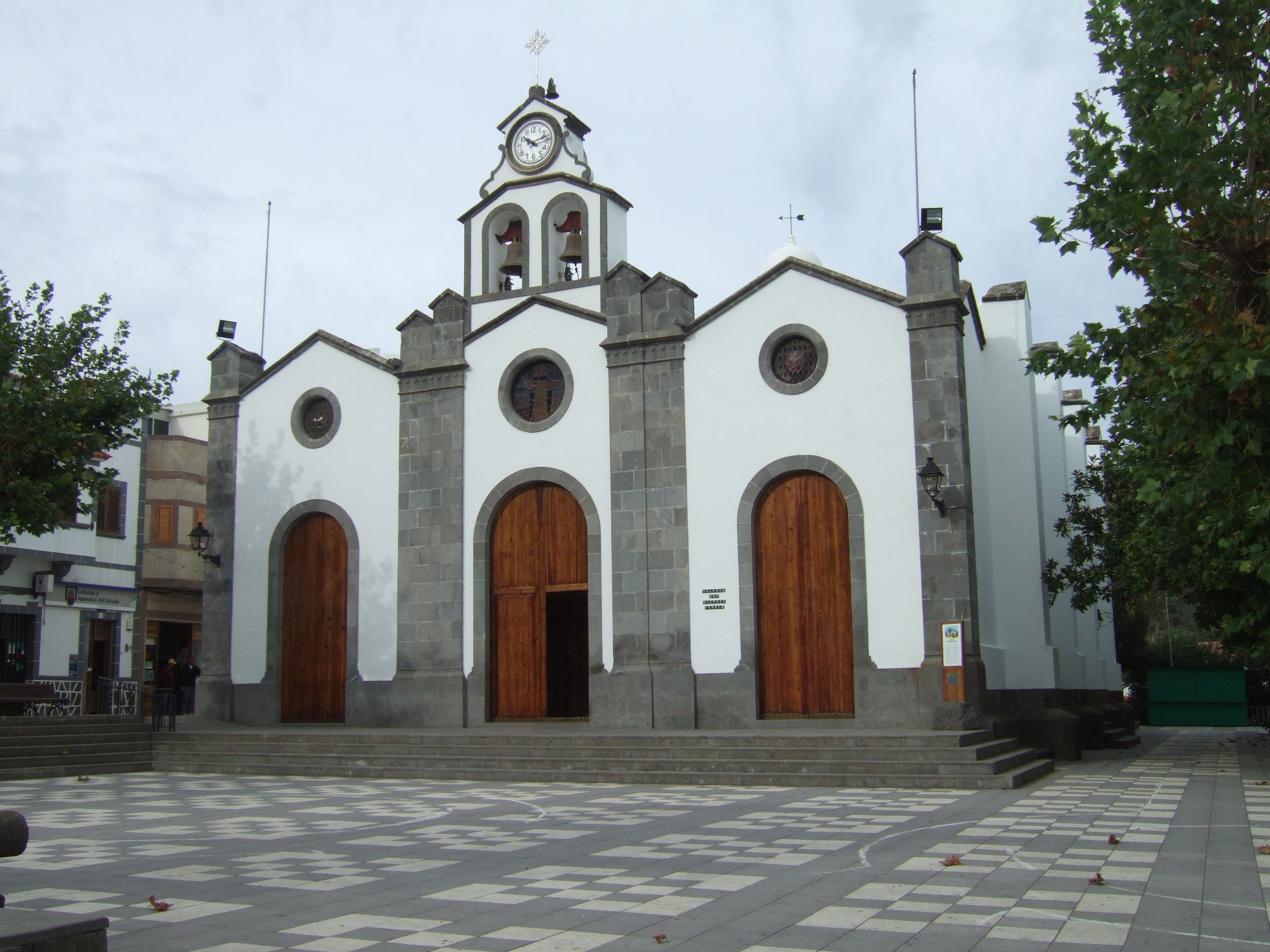
Gemeindekirche San Vicente Ferrer in Valleseco